# Arcadio López
Arcadio Julio López (ur. 15 września 1910, zm. 12 kwietnia 1972) – argentyński piłkarz, lewy pomocnik. Wzrost 170 cm, waga 68 kg.
Karierę piłkarską rozpoczął w klubie CA Lanús. Jako piłkarz klubu Sportivo Buenos Aires był w kadrze reprezentacji Argentyny w finałach mistrzostw świata w 1934 roku, gdzie Argentyna odpadła już w pierwszej rundzie. Zagrał w jedynym meczu ze Szwecją, pełniąc w nim rolę kapitana drużyny.
Po mistrzostwach przeniósł się do klubu Ferro Carril Oeste, w którym rozegrał 65 meczów i zdobył 1 bramkę. Następnym klubem był Boca Juniors, gdzie wspólnie z takimi graczami jak Ernesto Lazzatti i Arico Suárez tworzył bardzo mocną linię środkową. W Boca López rozegrał łącznie 59 meczów, a w 1940 zdobył mistrzostwo Argentyny.
W 1942 wrócił do swego pierwszego klubu, Lanús, w którym łącznie rozegrał 29 meczów i zdobył 11 bramek.